# Fairchild F8

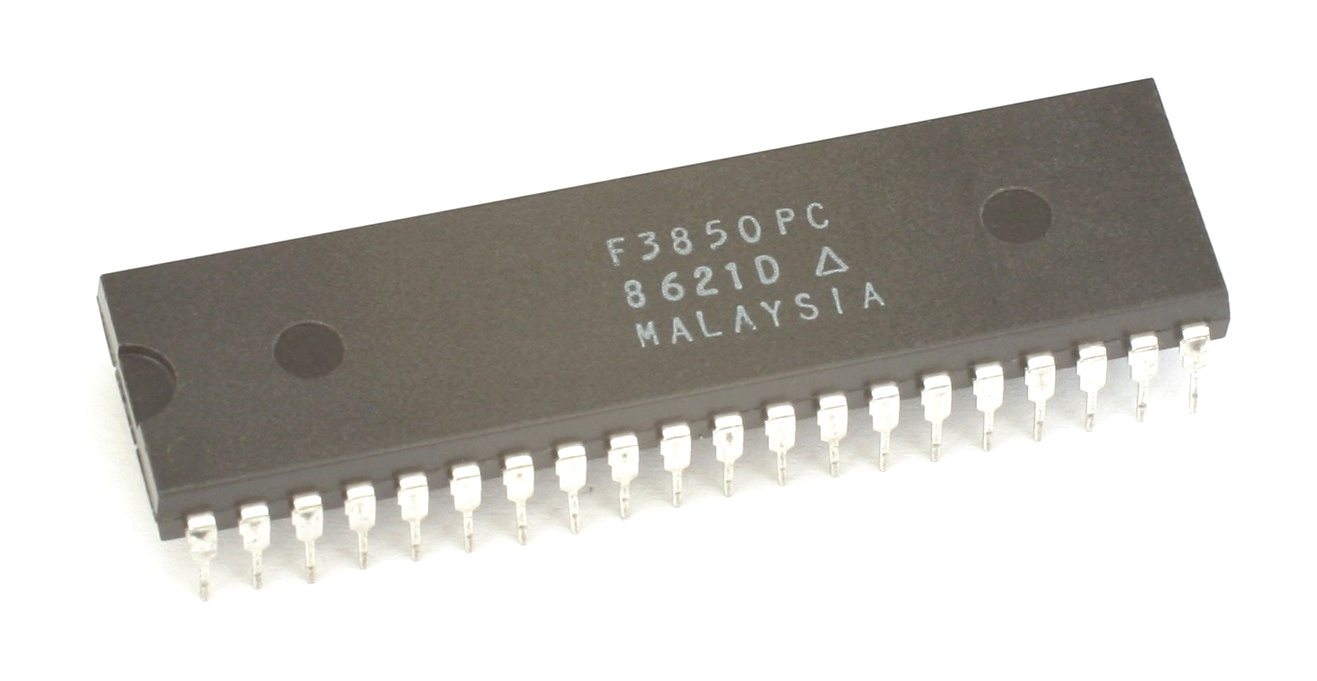
Ein F3850, die CPU des Fairchild-F8-Systems

Fairchild F8 ist ein 8-Bit-Mikroprozessorsystem, das von Fairchild Semiconductor 1974 vorgestellt und 1975 ausgeliefert wurde. Es wurde unter anderem in der stationären Spielkonsole Fairchild Channel F von 1976 als CPU genutzt. Die CPU inspirierte viele ähnliche Prozessoren, wie z. B. den Intel 8048.

## Design
Die CPU selbst verfügt über keinen Adressbus. Programm- und Datenspeicherzugriff sind in separaten Einheiten enthalten, was die Anzahl der benötigten Pins und die damit verbundenen Kosten reduziert. Der F8 läuft mit 1–2 MHz und hat eine Zykluszeit von 0,5 μs. Ihm stehen 64 Byte scratchpad RAM als Arbeitsspeicher zur Verfügung.

## Erfinder
Das Patentdokument US4086626 listet David H. Chung als Erfinder des Fairchild F8. Der Anmeldetag für dieses Patent ist der 7. Juni 1976. Die Erfindung war eine Erweiterung der im Patent genannten technischen Arbeiten unter dem Prioritätsdatum 7. Oktober 1974. Der Inhaber des Patents war Fairchild Camera and Instrument Corporation. David H. Chungs Karriere umfasste Positionen bei Texas Instruments, Fairchild und Sony.
Der F8 basierte auf dem CP3F von Olympia (Tochtergesellschaft von AEG).